# Pause (dokumentarfilm)
|  | Denne artikel er oprettet af botten Steenthbot ud fra en ekstern database. Den kan derfor have sproglige fejl eller mangler. Denne skabelon kan fjernes efter kontrol af indholdet. |

Pause er en dansk dokumentarfilm fra 2005 instrueret af Kenneth Bruun Jørgensen.

## Handling
Vi drukner. Os selv. I vores fortravlede verden og hverdag. Vi glemmer at lytte. Især til os selv.
I pausen er der ro. Der kan man høre. Sig selv.
Et billeddigt. En længsel